# Mongkok
Mongkok oder Mong Kok, kurz MK (chinesisch 旺角 / 旺角, Pinyin Wàngjiăo, Jyutping Wong6gok3 – „florierende Landspitze“, historische Bezeichnung Argyle) ist ein Stadtteil Hongkongs auf der Halbinsel Kowloon. Das Viertel ist verkehrstechnisch gut erschlossen und zentral gelegen. Es ist stark frequentiert und mit einer Bevölkerungsdichte von über 130.000 Einwohner pro km² gehört es zu den am dichtesten besiedelten Flecken der Erde.
1994 wurde Mongkok aufgrund einer Verwaltungsreform zusammen mit den ehemaligen Nachbarbezirken Yau Ma Tei und Tsim Sha Tsui zum neuen Stadtbezirk Yau Tsim Mong District zusammengelegt.
Koordinaten: 22° 19′ 1″ N, 114° 10′ 11″ O

## Etymologie
Der historische Name von Mongkok oder Mong Kok (芒角,  Mángjiăo, Jyutping Mong4gok3 – „Schilfgras-Landspitze“) bedeutet ursprünglich etwa „Landspitze der Schilfgräser“, da dieses Gebiet früher voll von Schilfgraspflanzen bewachsen waren. Aufgrund sprachliche Missverständnisse der englischen Verwaltungsbeamten zu den dialektsprechenden Fährleuten der Tanka-Minderheit (疍民, grafische Variante 蜑民,  dànmín, Jyutping daan6man4 – „Tanka-Volk“) in Hongkong und Verballhornung im Laufe der Geschichte wurde das Schriftzeichen 芒,  máng, Jyutping mong4 – „Granne, Schilfgras“ zum 望,  wàng, Jyutping mong6 – „schauen“ – 望角,  Wàngjiăo, Jyutping Mong6gok3. Schließlich wird der Name heute als 旺角,  Wàngjiăo, Jyutping Wong6gok3 im Chinesischen – mit der Bedeutung von „prosperierende Landspitze“ – geschrieben. Die historische Bezeichnung Argyle für Mongkok (Mong Kok) entstammt ursprünglich von der Name eines nahgelegenen Straße namens Argyle Street (亞皆老街).

## Geschichte
Das Lei Cheng Uk Han Tomb Museum (李鄭屋漢墓博物館) in Mongkok wurde gebaut, nachdem im Jahr 1955 bei Bauarbeiten eine Grabstätte aus der Zeit der Han-Dynastie entdeckt wurde. Dies ist die bedeutendste Ausgrabung in Hongkong und Beweis dafür, dass die Halbinsel bereits seit mindestens 2.000 Jahren besiedelt ist.
Bei Ausgrabungen in Mongkok wurden auch Tonscherben aus der Jin-Dynastie gefunden, die Rückschlüsse darauf erlauben, dass diese Gegend bereits im 3. Jahrhundert n. Chr. besiedelt war.
Das Gebiet von Mongkok sah ursprünglich wesentlich anders aus als heute. Im Zentrum des heutigen Mongkok lag ursprünglich Ho Man Tin, während das eigentliche Mongkok nördlich davon lag (nahe der heutigen MTR-Station Mong Kok East). Durch die landwirtschaftliche Erschließung war das Gebiet südlich von der Argyle Street und im Osten durch Hügel begrenzt.
Am 10. August 2008 brach aufgrund eines Kurzschlusses im Karaoke-Nachtklub des Cornwall Court-Hochhaus mit Geschäfts- und Wohnnutzung (嘉禾大廈) ein Feuer aus, das vier Menschenleben kostete.

## Geografie und Verkehr
Mongkok liegt zentral auf der Halbinsel Kowloon, nördlich von Kowloons Südspitze und südlich vom Arbeiterstadtteil Sham Shui Po. Er ist verkehrstechnisch gut an das Hongkonger U-Bahn- (MTR), Bus- (KMB) und Minibus- bzw. Sammeltaxi-Netz angeschlossen. Die typischen Linien der Minibussen bzw. Sammeltaxen Mongkoks verkehren hier 24 Stunden rund und die Uhr.
Die Nathan Road durchquert als Hauptverkehrsader Mongkok in nordsüdlicher Richtung und verbindet Kowloons Südspitze – Tsim Sha Tsui – über Cheung Sha Wan (Bucht) im Stadtteil Lai Chi Kok in Sham Shui Po District mit dem Hinterland New Territories im Norden. Mongkok wird unterirdisch durch die MTR-U-Bahn-Linien Kwun Tong und Tsuen Wan erschlossen und oberirdisch an der Bahnlinie East Rail Line von MTR Corporation (MTRC, früher KCR East Rail) am Bahnhof Mong Kok East – Umsteigepunkt Mong Kok Station (MTR) – angeschlossen.
Neben Nathan Road gehören die Straßen Argyle Street, Canton Road, Mong Kok Road, Prince Edward Road, Shanghai Street und dem West Kowloon Corridor zu den verkehrsreichsten wichtigen Verkehrstrassen im Stadtteil.

## Straßen und Märkte
Der Stadtteil Mongkok zeichnet sich durch eine Mischung aus alten und neuen Gebäuden aus. Auf der Straßenebene befinden sich überwiegend Läden, Restaurants und kleine Imbisse, während die oberen Stockwerke hauptsächlich als Büros und Wohnungen genutzt werden.
In Mongkok sind noch viele der alten Läden und Einkaufsstraßen mit alter Bausubstanz erhalten, die andernorts in Hongkong schon längst verschwunden sind. Viele dieser Orte haben in der Umgangssprache der Hongkonger Bürger einen Alternativnamen bekommen, die auf ihre typischen Nutzung hinweisen.
| Name (amtlich) | Chinesisch (amtlich) | Name (alternativ)           | Chinesisch (alternativ) | Objekt             | Bild | Lage | Bemerkung |
| --- | -------------------- | --------------------------- | ----------------------- | ------------------ | ---- | ---- | --- |
| Tung Choi Street | 通菜街 1             | Ladies’ Street              | 女人街 2                | Straße (Abschnitt) |      | ⊙    | zwischen Dundas und Argyle Street – günstige Damenoberbekleidung, Modeaccessoires und Kosmetik, inzwischen auch Herrenbekleidung und Haushaltsartikel |
| Sai Yeung Choi Street South | 西洋菜 南街 3        | —                           | —                       | Straße (Abschnitt) |      | ⊙    | südlich der Argyle Street – Elektroartikel, Elektronik, Kamera und Bücher.                                                                            |
| Temple Street | 廟街 4               | Men Street                  | 男人街 5                | Straße             |      | ⊙    | Nachtleben der einfachen Bevölkerung mit typisch Hongkonger Nachtmarkt und Kanton-Oper                                                                |
| Yuen Po Street Bird Garden | 園圃街 雀鳥花園 6    | —                           | —                       | Parkanlage         |      | ⊙    | Singvögel in wertvollen, in Handarbeit hergestellten Vogelkäfigen                                                                                     |
| Fa Yuen Street | 花園街 7             | Sneakers’ Street            | 波鞋街 8                | Straße (Abschnitt) |      | ⊙    | zwischen Dundas und Argyle Street – Schuhe, insbesondere Turnschuhe, Sneakers                                                                         |
| Flower Market Road | 花墟道 9             | Mong Kok Flower Market      | 旺角花墟 10             | Straße             |      | ⊙    | Blumen und Topfpflanzen in Nord-Mongkok nahe MTR-Bahnhof Prince Edward auf der Prince Edward Road West                                                |
| Tung Choi Street | 通菜街 1             | Goldfish Street             | 金魚街 11               | Straße (Abschnitt) |      | ⊙    | zwischen Prince Edward Road West, Nullah und Mong Kok Road – Goldfisch und Aquariumzubehör                                                            |
| Portland Street | 砵蘭街 12            | Tile Street                 | 瓷磚街 13               | Straße (Abschnitt) |      | ⊙    | zwischen Fife und Argyle Street – Baustoffe und Materialien zum Renovieren                                                                            |
| Portland Street | 砵蘭街 12            | einst Red-light District    | 前紅燈區 14             | Straße (Abschnitt) |      | ⊙    | früher Rotlichtviertel, aufgrund Stadterneuerung teilweiser Umzug nach Reclamation Street                                                             |
| Soy Street | 豉油街 15            | einst Photocopy Street      | 前影印街 16             | Straße             |      | ⊙    | früher viele Kopierläden – bekannt für Schwarzkopien – aufgrund unmittelbarer Nähe vieler Schulen                                                     |
| Kwong Wa Street | 廣華街 17            | Gun Street                  | 槍街 18                 | Straße             |      | ⊙    | zwischen Dundas und Soy bzw. Yim Po Fong Street – Softairwaffen, Airsoft-Geländespielzubehör, Luftgewehre und Modellbau                               |
| Shanghai Street | 上海街 19            | Station Street              | 差館街 20               | Straße (Abschnitt) |      | ⊙    | zwischen Fife und Argyle Street – wenige kernsanierte alte Architektur aus dem Anfang des 20. Jh. (618 Shanghai St.)                                  |
| Hong Lok Street | 康樂街 21            | einst Bird Street           | 前雀仔街 22             | Straße             |      | ⊙    | aufgrund Stadtentwicklung Umzug vieler Läden nach Yuen Po Street Bird Garden, inzwischen meist Baustoffläden                                          |
| Dundas Street | 登打士街 23          | —                           | —                       | Straße             |      | ⊙    | Ausgehmeile vieler junge Leute aufgrund der vielen kleinen Garküchen und kleine Imbisse (nahe Kwong Wah Hospital)                                     |
| Sino Centre | 信和中心 24          | —                           | —                       | Hochhaus (Mall)    |      | ⊙    | Trend-Artikeln für das junge Publikum – Uhren, Schuhe, Zeitschriften, Games, Mangas etc.                                                              |
| Ho King Shopping Centre | 好景商場 25          | Ho King Commercial Building | 好景商業 中心 26        | Hochhaus (Mall)    |      | ⊙    | PC- und Videospiele, Pornofilme |
| MOKO | MOKO 新世紀廣場 27   | Grand Century Place         | 新世紀 廣場 27          | Hochhaus (Mall)    |      | ⊙    | Markenartikel, Restaurant und Hotel im modernen Einkaufszentrum                                                                                       |
| Mong Kok Computer Centre | 旺角 電腦中心 28     | —                           | 旺電 28                 | Hochhaus (Mall)    |      | ⊙    | Einkaufszentrum für Computersoftware und Hardware und andere Computerzubehör                                                                          |
| Langham Place | 朗豪坊 29            | —                           | —                       | Hochhaus (Mall)    |      | ⊙    | Markenartikel, Restaurant, Kino, Büro und Hotel im modernen Einkaufszentrum                                                                           |
| Argyle Centre (Phase I) | 旺角中心 第一期 30   | Mong Kok New Town Mall      | 旺角 新之城 31          | Hochhaus (Mall)    |      | ⊙    | Trendmode, Accessoires, Kosmetik und Beauty-Salon für junges weibliches Publikum                                                                      |
| Fußnoten: 1 Tung Choi Street (通菜街 / 通菜街, Tōngcài Jiē, Jyutping Tung1coi3 Gaai1 – „Wasserspinatstraße“) 2 Ladies’ Street (女人街 / 女人街, Nǚrén Jiē, Jyutping Neoi5jan4*2 Gaai1 – „Damenstraße“) 3 Sai Yeung Choi Street South (西洋菜南街 / 西洋菜南街, Nǚrén Jiē, Jyutping Neoi5jan4*2 Gaai1 – „Brunnenkressestraße Süd“) 4 Temple Street (廟街 / 庙街, Miào Jiē, Jyutping Miu6 Gaai1 – „Tempelstraße“) 5 Men Street (男人街 / 男人街, Nánrén Jiē, Jyutping Naam4jan4*2 Gaai1 – „Männerstraße“) 6 Yuen Po Street Bird Garden (園圃街雀鳥花園 / 园圃街雀鸟花园, Yuánpǔ jiē Quèniǎo Huāyuán, Jyutping Jyun4pou2 gaa1 Zoek3niu5 Faa1jyun4*2 – „Gartenbeetstraße-Vogelgarten“) 7 Fa Yuen Street (花園街 / 花园街, Huāyuán jiē, Jyutping Faa1jyun4 gaai1 – „Gartenstraße“) 8 Sneakers’ Street (kant. 波鞋街 / 波鞋街, Bōxié jiē, Jyutping Faa1heoi1 gaai1 – „Turnschuhstraße“) 9 Flower Market Road (花墟道 / 花墟道, Huāxū dào, Jyutping Faa1heoi1 dou6 – „Blumenmarkt Weg“) 10 Mong Kok Flower Market (旺角花墟 / 旺角花墟, Wàngjiăo Huāxū, Jyutping Wong6gok3 Faa1heoi1 – „Mongkok’er Blumenmarkt“) 11 Goldfish Street (金魚街 / 金鱼街, Jīnyú jiē, Jyutping Gam1jyu4 gaai1 – „Goldfischstraße“) 12 Portland Street (砵蘭街 / 砵兰街, Bōlán jiē, Jyutping But3*1laan4 gaai1 – „Portlandstraße“) 13 Tile Street (瓷磚街 / 瓷砖街, Cízhuān jiē, Jyutping Ci4zyun1 gaai1 – „Keramikfliesenstraße, Kachelnstraße“) 14 Ehemalige Red-light District (前紅燈區 / 前红灯区, qián Hóngdēngqū, Jyutping cin4 Hung4dang1 keoi1 – „einstige Rotlichtviertel“) 15 Soy Street (豉油街 / 豉油街, Chǐyóu jiē, Jyutping Si6jau4 gaai1 – „Sojasoßenstraße“) 16 Ehemalige Photocopy Street (前影印街 / 前影印街, qián Yǐngyìn jiē, Jyutping cin4 Jing2jan3 gaa11 – „einstige Fotokopierstraße“) 17 Kwong Wa Street (廣華街 / 广华街, Guǎnghuá jiē, Jyutping Gwong2waa4 gaa1) 18 Gun Street (槍街 / 枪街, Qiāng jiē, Jyutping Coeng1 gaa1 – „Feuerwaffenstraße, Pistolenstraße, Gewehrstraße“) 19 Shanghai Street (上海街 / 上海街, Shànghǎi jiē, Jyutping Soeng6hoi2 gaa1 – „Shanghaistraße“) 20 Station Street (kant. 差館街 / 差馆街, Chāiguǎn jiē, Jyutping Caaigun2 gaa1 – „Polizeiwachenstraße“) 21 Hong Lok Street (康樂街 / 康乐街, Kānglè jiē, Jyutping Hong1lok6 gaa1 – „Komfortstraße, Behaglichkeitsstraße“) 22 Ehemalige Bird Street (kant. 前雀仔街 / 前雀仔街, qián Quèzǎi jiē, Jyutping cin4 Zoek3zai2 gaai1 – „einstige Vogelstraße“) 23 Dundas Street (登打士街 / 登打士街, Dēngdǎshì jiē, Jyutping Dang1daa2si6 gaai1) 24 Sino Centre (信和中心 / 信和中心, Xìnhè Zhōngxīn, Jyutping Seon3wo4*2 Zung1sam1) 25 Ho King Shopping Centre (好景商場 / 好景商场, Hàojǐng Shāngchǎng, Jyutping Hoi2ging2 Soeng1coeng4) 26 Ho King Commercial Building (好景商業中心 / 好景商业中心, Hàojǐng Shāngyè Zhōngxīn, Jyutping Hoi2ging2 Soeng1jip6 Zung1sam1) 27 MOKO (MOKO新世紀廣場 / MOKO新世纪广场, MOKO Xīn Shìjì Guǎngchǎng, Jyutping MOKO San1 Sai3gei2 Gwong2coeng4) 28 Mong Kok Computer Centre (旺角電腦中心 / 旺角电脑中心, Wàngjiăo Diànnǎo Zhōngxīn, Jyutping Wong6gok3 Din6nou5 Zung1sam1, kurz 旺電 / 旺电, Wàngdiàn, Jyutping Wong6din6) 29 Langham Place (朗豪坊 / 朗豪坊, Lǎngháofáng, Jyutping Long5hou4fong1) 30 Argyle Centre (Phase I) (旺角中心第一期 / 旺角中心第一期, Wàngjiăo Zhōngxīn dìyīqī, Jyutping Wong6gok3 Zung1sam1 Daai6jat1kei4) 31 Mong Kok New Town Mall (旺角新之城 / 旺角新之城, Wàngjiăo Xīn zhī chéng, Jyutping Wong6gok3 San1 zi1 sing4) |                      |                             |                         |                    |      |      | |

## Gastronomie
In Mongkok gibt es viele Verkaufsstände für Schnellgerichte zum Mitnehmen. Zu den meisten verkauften Schnellgerichte gehören sind z. B. Fischbällchen, frittiertes Tofu und verschiedene Dim-Sum-Gerichte. Diese Snacks sind in Hongkong sehr beliebt.
Zusätzlich zum Straßenverkauf gibt es Restaurants verschiedener Küchen, wie beispielsweise japanischer, chinesischer, italienischer oder thailändischer Küche.

## Sportanlage
- Macpherson Playground
- Mong Kok Stadium

## Rezeption
Mongkok bildete im Jahr 2004 die Kulisse für den Film One Nite in Mong Kok des Regisseurs Derek Yee (爾冬陞). Der Film stellt Mongkok als einen dicht besiedelten Stadtteil und Zentrum illegaler Aktivitäten vor. Ähnlich auch im Film Mongkok Story (旺角風雲 / 旺角风云,  Wàngjiăo Fēngyún, Jyutping Wong6gok3 Fung1wan4) aus dem Jahre 1996 von Wilson Yip (葉偉信), der einen jungen Mann in einer Triade zeigt.

## Bilder

Mongkok – Verschiedene Ansichten
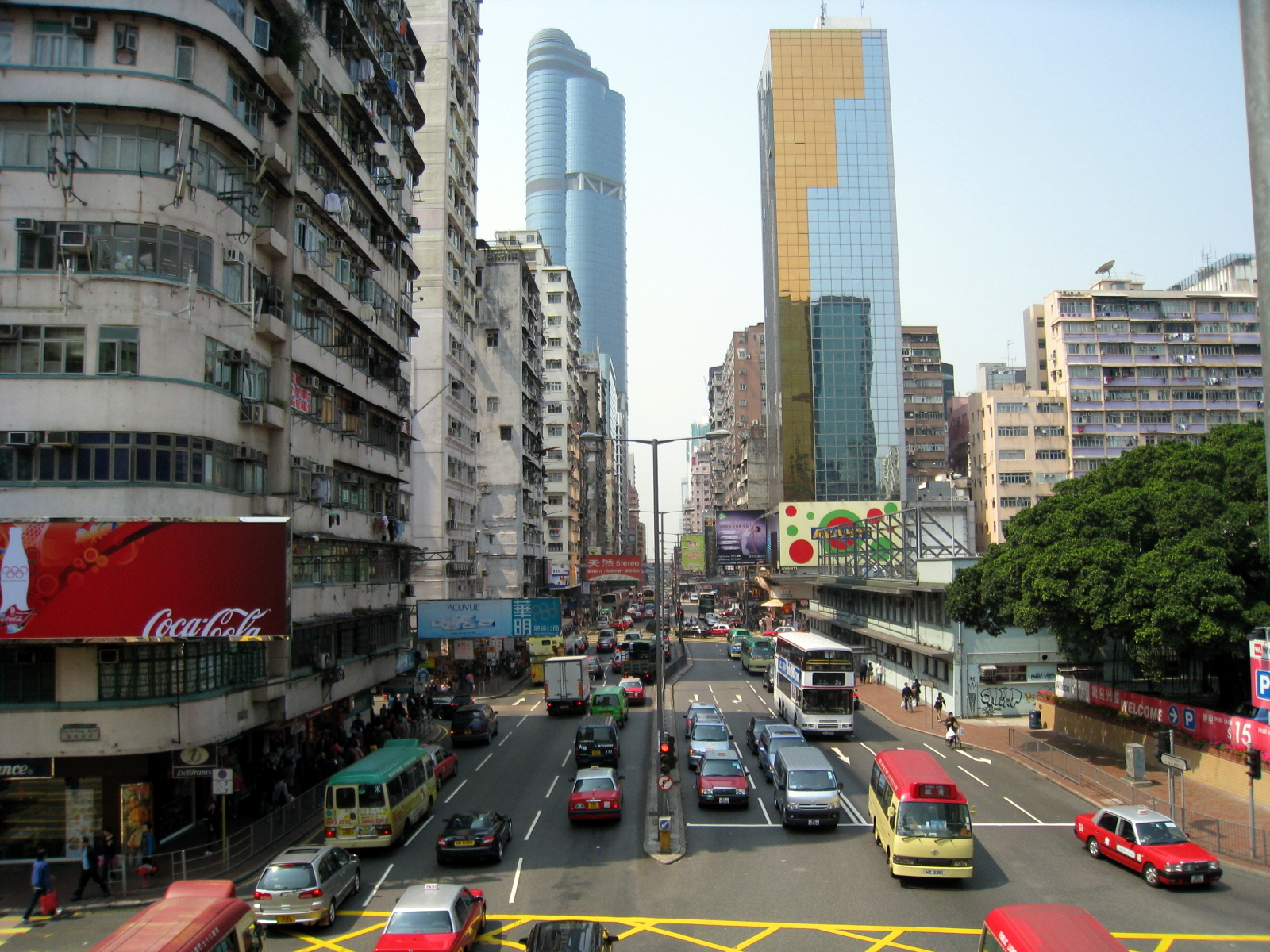
Argyle Street – Verkehr, 2008
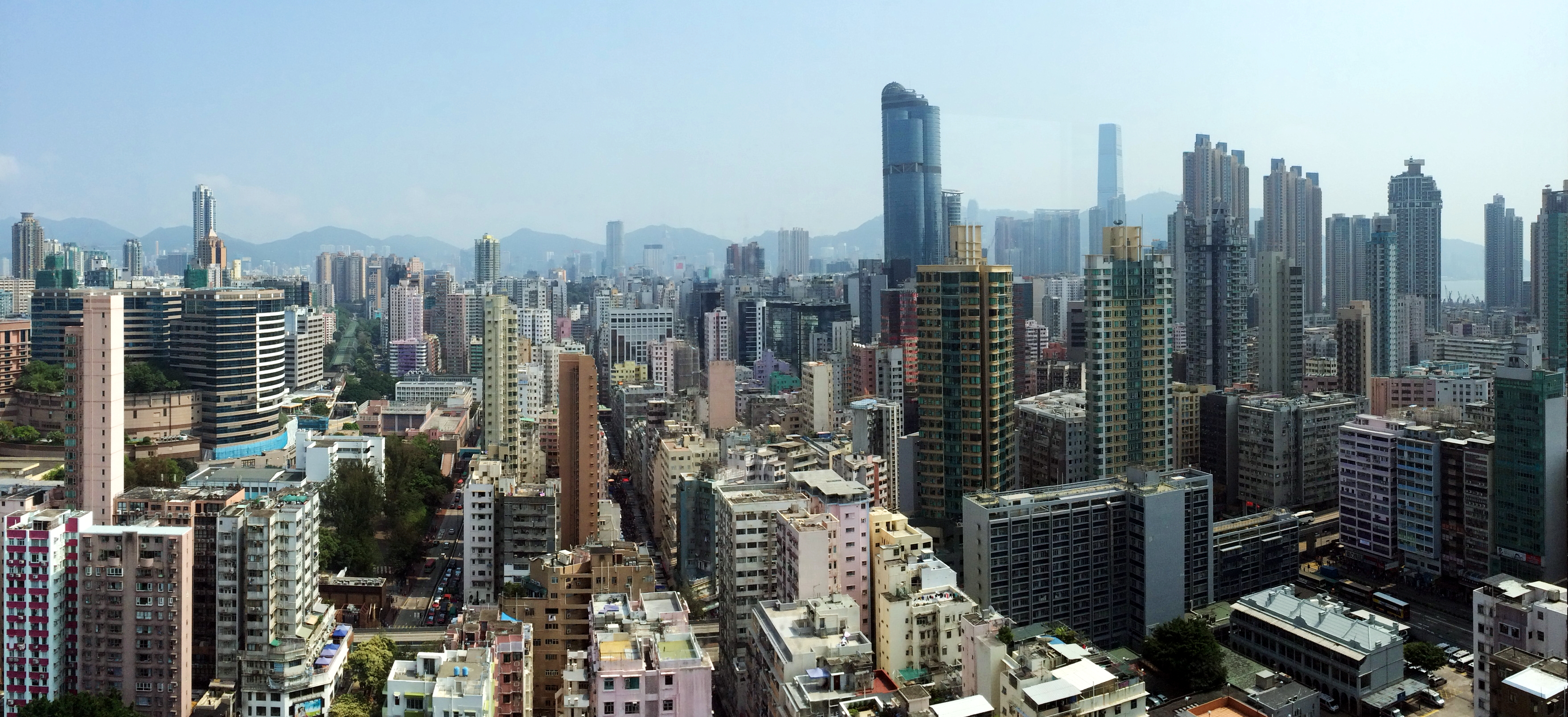
Mongkoks-Skyline – Vogelperspektive, 2015
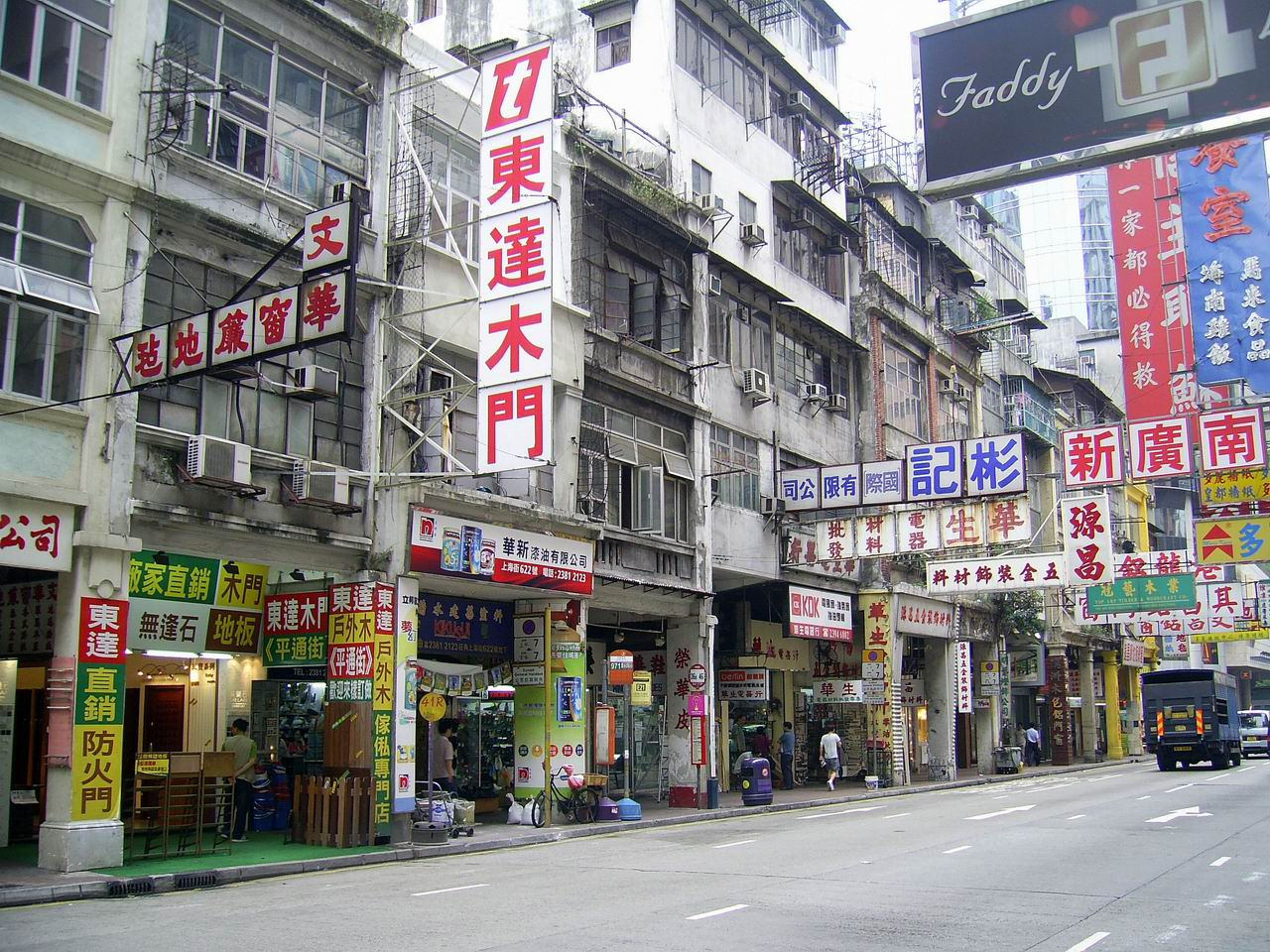
Shanghai St. – Alte Bauten, 2008
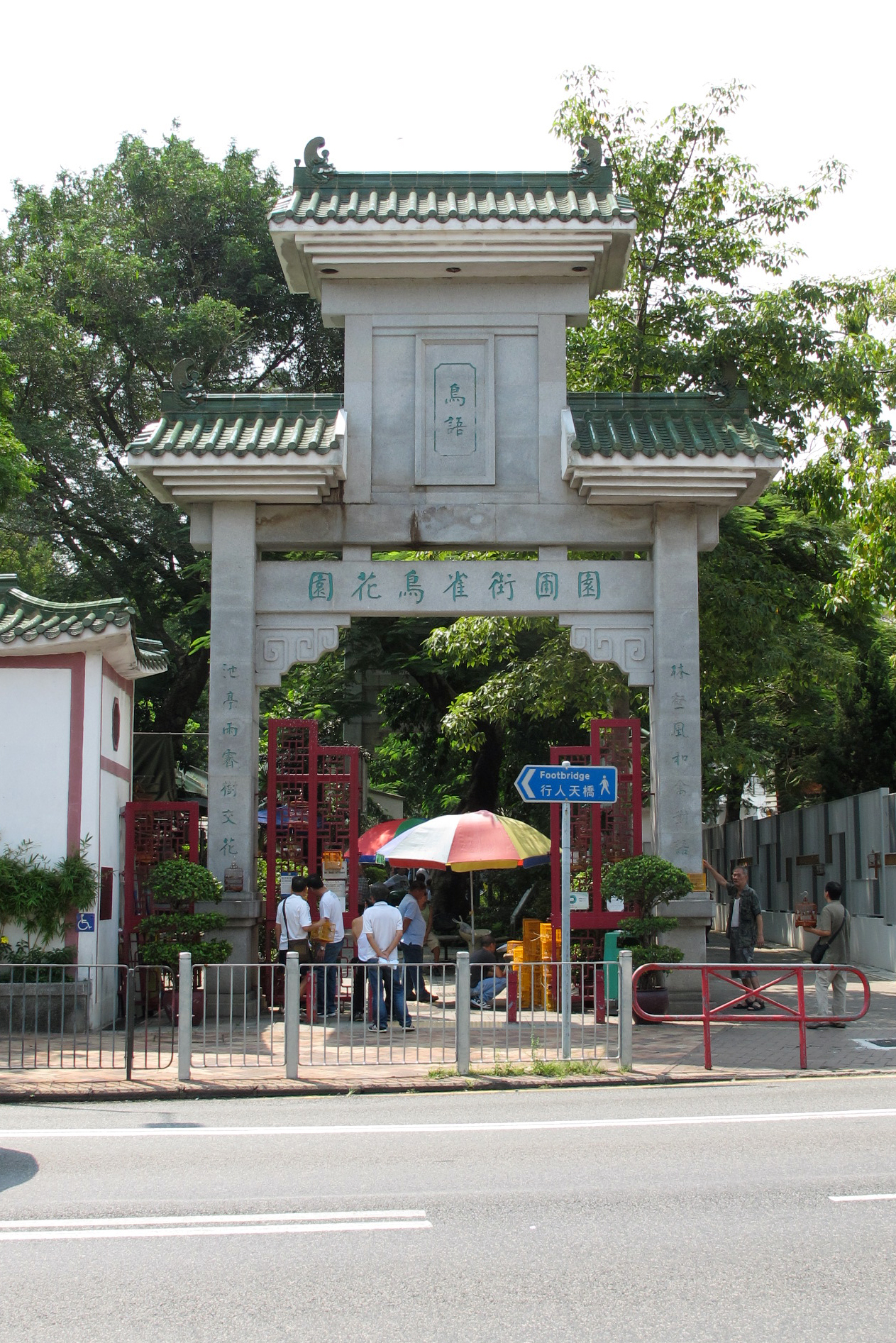
Pailou, 2012
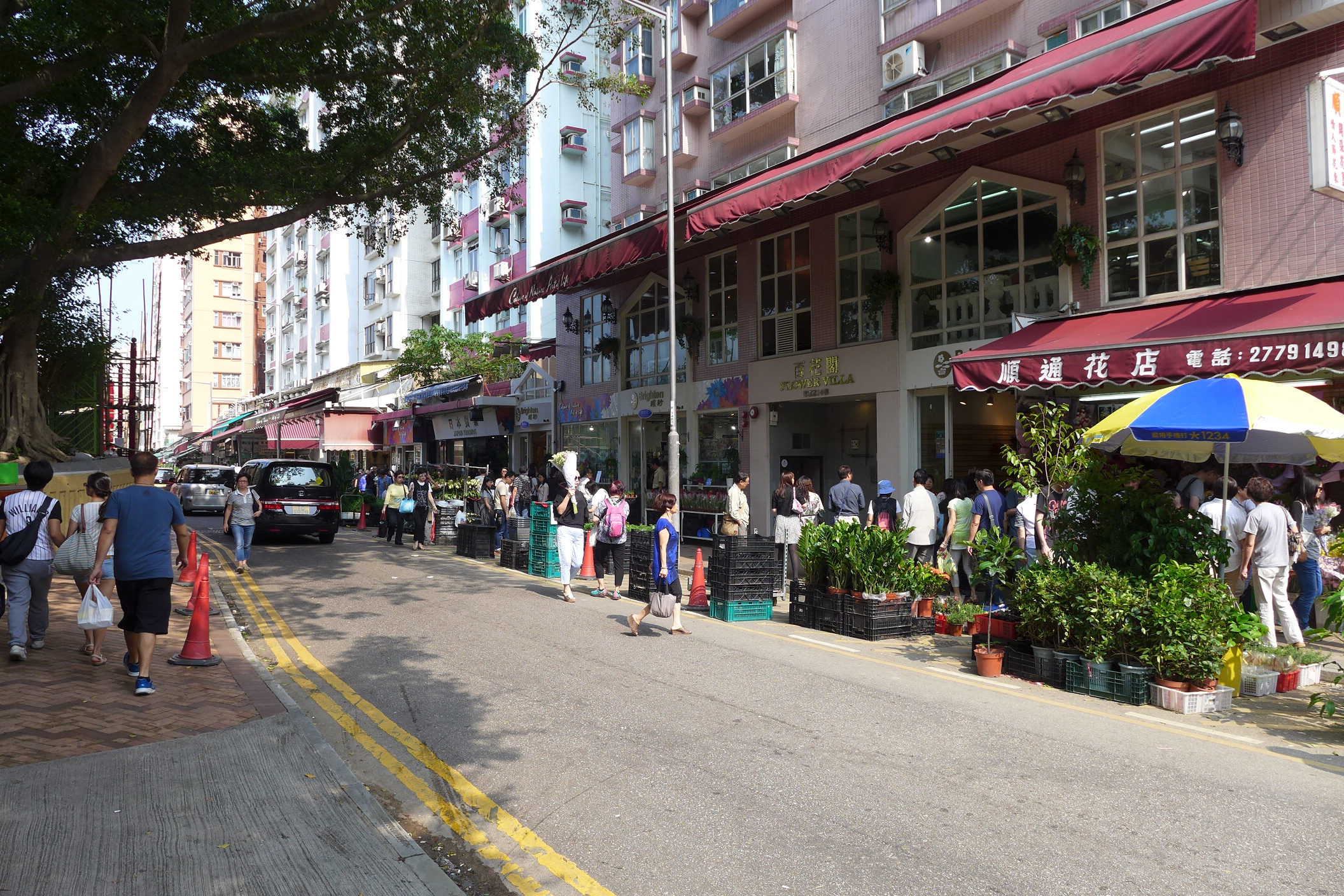
Flower Market Rd – Blumenverkauf, 2015
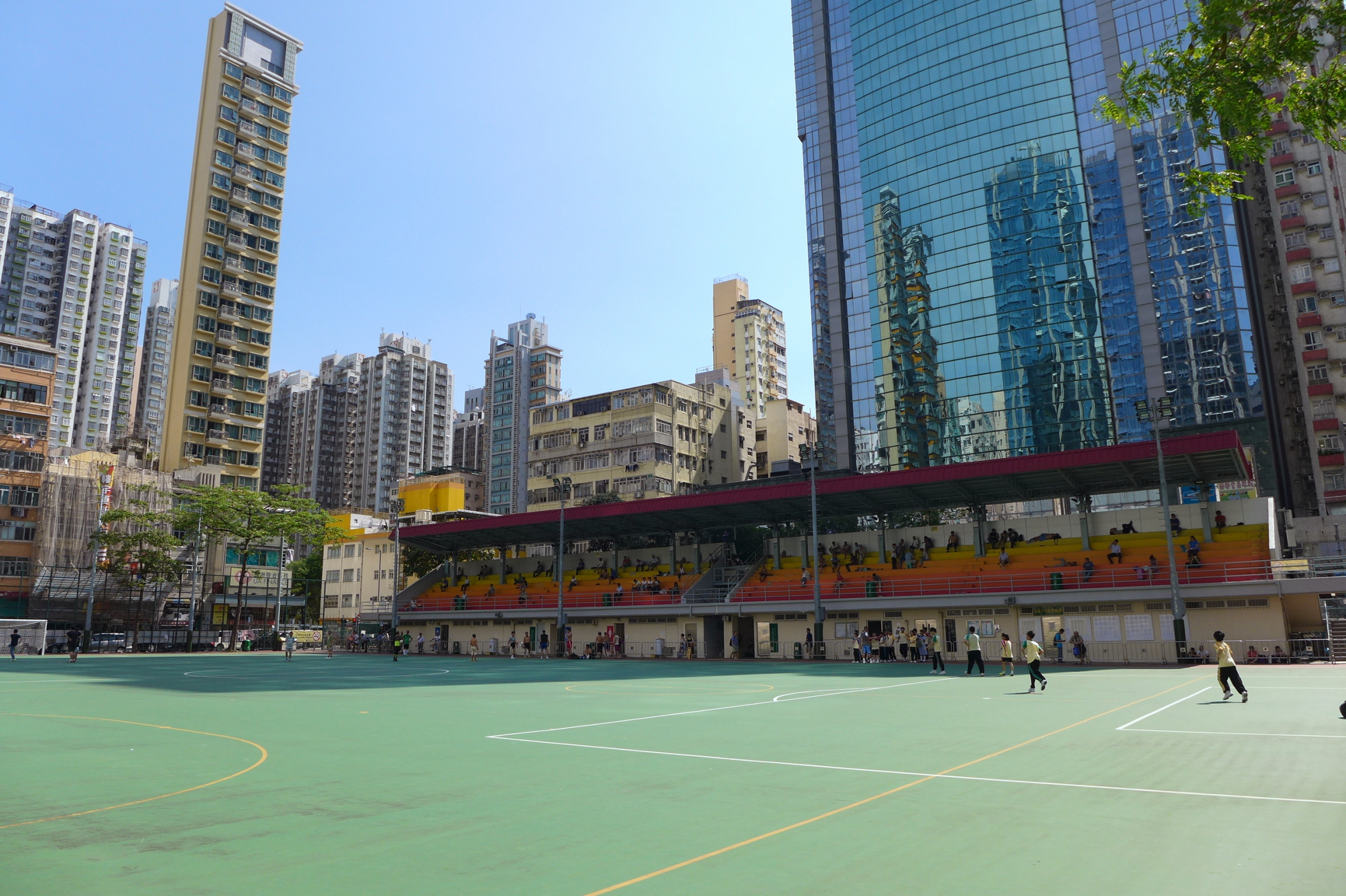
Macpherson Playgrd. – Straßenfußball, 2014
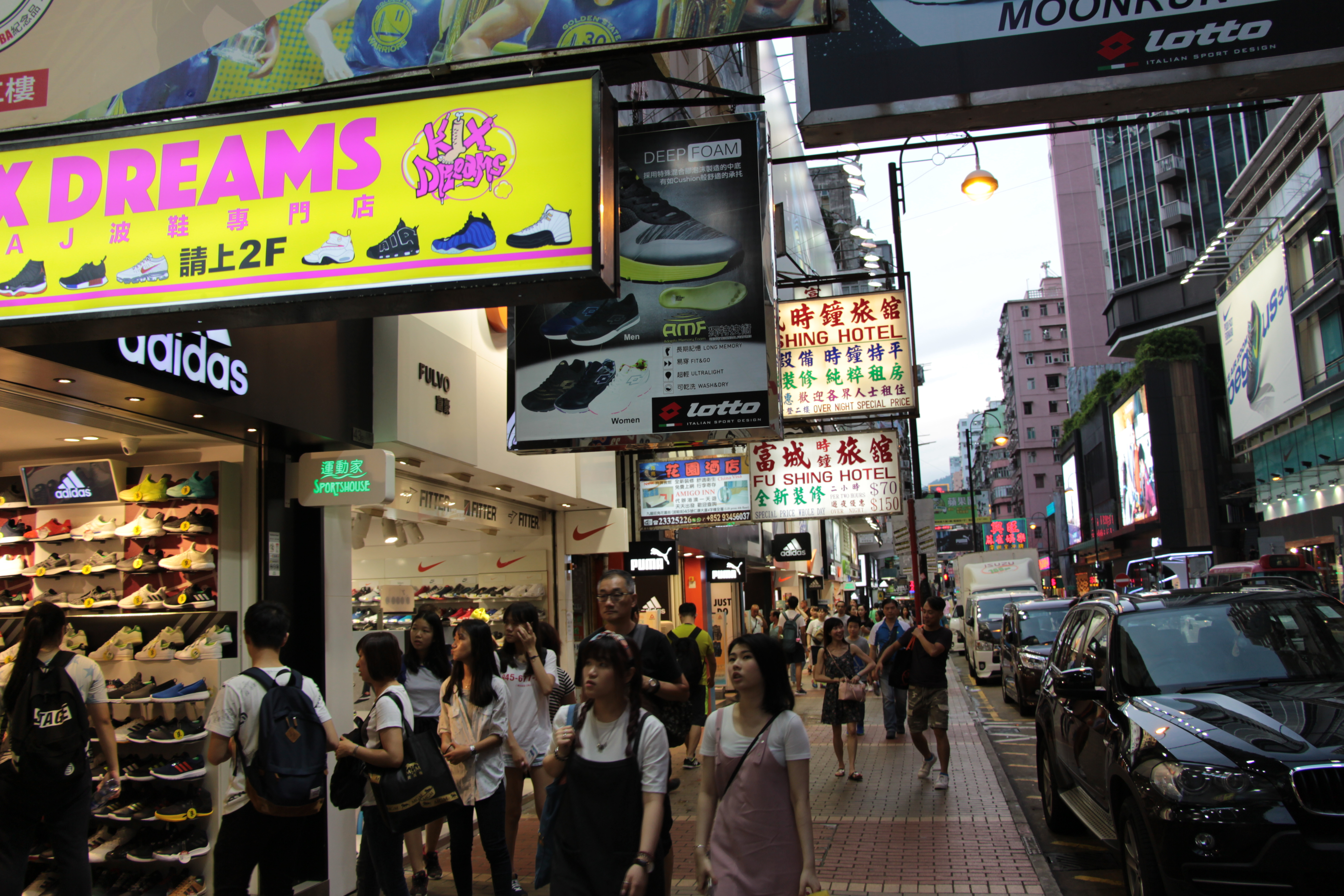
Fa Yuen Street – Straßenbild, 2017
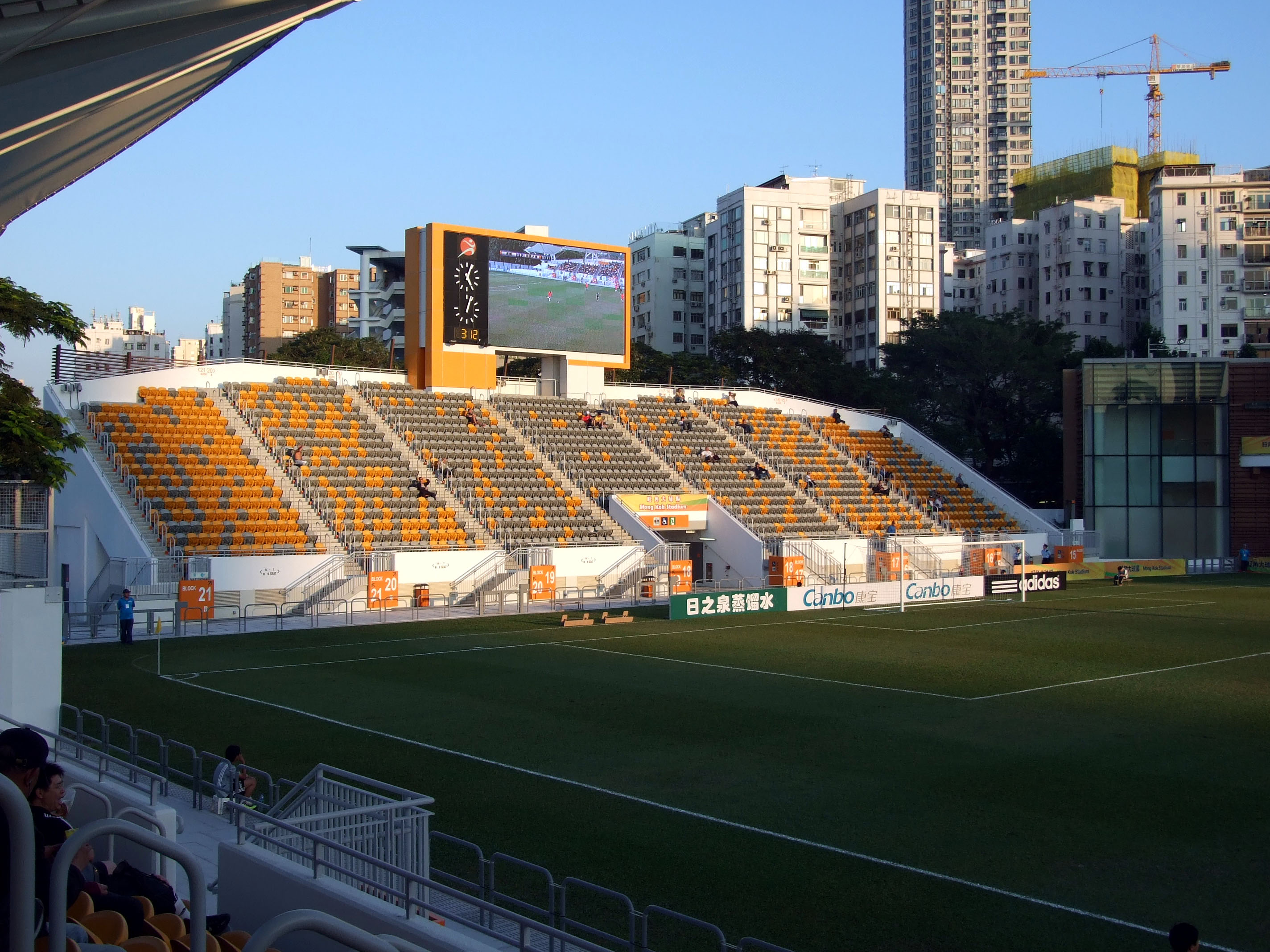
MKS – Ost-Tribüne, 2011